# Công nhận các cặp cùng giới ở Montenegro
Montenegro sẽ công nhận các mối quan hệ đồng tính từ tháng 7 năm 2021. Vào tháng 7 năm 2020, Quốc hội Montenegro đã thông qua dự luật, với 42-5 phiếu, để công nhận kết hợp dân sự cho các cặp cùng giới. Nó đã được Tổng thống Milo Đukanović ký vào luật ngày 3 tháng 7 và sẽ được áp dụng từ năm 2021.

## Lịch sử
Hiến pháp Montenegro đã được phê chuẩn vào năm 2007, một năm sau khi giành được độc lập. Điều 71 của Hiến pháp có nội dung như sau:"Hôn nhân chỉ có thể được ký kết trên cơ sở sự đồng ý tự do của một người phụ nữ và một người đàn ông. Hôn nhân sẽ dựa trên sự bình đẳng của vợ chồng." Từ ngữ đã được hiểu là cấm hôn nhân cùng giới.

## Chung sống suốt đời
Vào ngày 13 tháng 11 năm 2012, Phó Thủ tướng Duško Marković tuyên bố rằng Chính phủ Montenegro sẽ chuẩn bị một dự luật đưa ra một số hình thức công nhận hợp pháp cho các cặp cùng giới. Bộ Nhân quyền và Dân tộc thiểu số đã soạn thảo một dự luật để hợp pháp hóa chung sống đã đăng ký, điều này sẽ trao một số quyền, lợi ích và trách nhiệm của hôn nhân nhưng sẽ không bao gồm quyền nhận con nuôi hoặc bồi dưỡng. Giáo hội Chính thống Serbia và Mặt trận Dân chủ đã phản đối đề xuất này, tuyên bố rằng nó sẽ"phá hỏng"các giá trị Kitô giáo và cuộc sống gia đình ở Montenegro. Vào ngày 27 tháng 12 năm 2018, Chính phủ đã chấp nhận dự thảo.  Nếu ban hành, nó sẽ có hiệu lực một năm sau. Dự luật được nộp tại Quốc hội vào ngày 24 tháng 1. Vào ngày 27 tháng 2 năm 2019, nó đã được hỗ trợ bởi ủy ban quốc hội về nhân quyền. Tuy nhiên, vào ngày 31 tháng 7 năm 2019, dự luật đã bị chặn bởi các nghị sĩ, do Mặt trận Dân chủ lãnh đạo, trong một cuộc bỏ phiếu 38–4 và 39 phiếu trắng. Đa số cần thiết của 41 phiếu đã không đạt được. Đảng Xã hội Dân chủ, Đảng Dân chủ Xã hội và Đảng Tự do ủng hộ biện pháp này.
Vào ngày 12 tháng 12 năm 2019, Chính phủ đã phê duyệt dự thảo thứ hai, tương tự. Nó được giới thiệu trước Quốc hội vào ngày 14 tháng 1 năm 2020. Vào ngày 18 tháng 6 năm 2020, dự luật được ủy ban quốc hội ủng hộ nhân quyền, vào ngày 1 tháng 7 năm 2020, dự luật đã được Quốc hội phê chuẩn, trong một cuộc bỏ phiếu 42–5. Dự luật được hỗ trợ bởi Đảng Xã hội Dân chủ, Dân chủ Xã hội, Đảng Dân chủ Xã hội (trừ một nghị sĩ), Đảng Tự do và một nghị sĩ của DEMOS. Nó đã bị phe đối lập phản đối, cũng như ba đảng đại diện cho các cộng đồng dân tộc thiểu số (Croatia, Bosnia và Albania). Dự luật được ký vào luật ngày 3 tháng 7 năm 2020 bởi Tổng thống Milo Đukanović và được công bố vào ngày 7 tháng 7 năm 2020 trên Công báo của Montenegro. Nó có hiệu lực vào ngày 15 tháng 7 và sẽ được áp dụng vào ngày 15 tháng 7 năm 2021, sau khi các quy định được hoàn thiện và các thư ký chính phủ đã được đào tạo.
Thủ tướng Duško Marković hoan nghênh thông qua luật này, đã tweet rằng đó là"một bước đi tuyệt vời đúng hướng cho xã hội Montenegro, quá trình trưởng thành và hội nhập dân chủ của nó. Bình đẳng và quyền tương tự cho tất cả là nền tảng của giá trị con người và châu Âu. Tôi muốn cảm ơn cộng đồng LGBTIQ đã đối thoại và đóng góp. Không thể có chỗ cho sự phân biệt đối xử dựa trên xu hướng tính dục ở một quốc gia châu Âu."Pháp luật thiết lập" chung sống suốt đời"(tiếng Montenegro: životno partnertsvo) cho các cặp cùng giới và đảm bảo nhiều quyền và nghĩa vụ pháp lý, bao gồm thừa kế, giám hộ, tài sản, bệnh viện và nhà tù, bạo lực gia đình, chăm sóc trẻ em mà các đối tác đã có,  vv, nhưng không bao gồm quyền nhận con nuôi.
| Đảng                                | Ủng hộ | Phản đối                                | Phiếu trắng hoặc vắng mặt (Không bỏ phiếu) |
| ----------------------------------- | --- | --------------------------------------- | --- |
| Đảng Dân chủ Xã hội (DPS)           | 35 - Aleksandra Vuković - Ana Nikolić - Andrija Nikolić - Bogdan Fatić - Branimir Gvozdenović - Branka Tanasijević - Branko Čavor - Daliborka Pejović - Danijel Živković - Dragutin Papović - Filip Vuković - Halil Duković - Jovanka Laličić - Luiđ Škrelja - Maja Bakrač - Marija Maja Ćatović - Marta Šćepanović - Mihailo Anđušić - Milorad Vuletić - Miloš Nikolić - Miodrag Vuković - Mirsad Murić - Momčilo Martinović - Nada Drobnjak - Nada Nenezić - Nela Savković Vukčević - Nikola Divanović - Nikola Rakočević - Petar Ivanović - Predrag Sekulić - Radule Novović - Sanja Pavićević - Suad Numanović - Zvonko Vuković - Žana Filipović | -                                       | - |
| Mặt trận Dân chủ (DF)               | - | -                                       | 18 - Aleksandra Vujičić - Andrija Mandić - Branka Bošnjak - Branko Radulović - Budimir Aleksić - Jovan Jole Vučurović - Koča Pavlović - Ljiljana Đurašković - Marina Jočić - Milan Knežević - Milun Zogović - Milutin Đukanović - Nebojša Medojević - Predrag Bulatović - Slaven Radunović - Strahinja Bulajić - Veljko Vasiljević - Vera Bulatović |
| Dân chủ Montenegro (DCG)            | - | -                                       | 8 - Aleksa Bečić - Boris Bogdanović - Danilo Šarančić - Dženan Kolić - Momo Koprivica - Valentina Minić - Vladimir Čađenović - Zdenka Popović |
| Vì Lợi ích của Tất cả (DSI)         | - | -                                       | 6 - Aleksandar Damjanović - Anka Vukićević - Danijela Pavićević - Goran Danilović - Goran Radonjić - Srđan Milić |
| Đảng Dân chủ Xã hội (SDP)           | 3 - Draginja Vuksanović - Ranko Krivokapić - Raško Konjević | 1 - Džavid Šabović                      | - |
| Đảng Dân chủ Xã hội (SD)            | 2 - Boris Mugoša - Ivan Brajović | -                                       | - |
| DEMOS                               | 1 - Neđeljko Rudović | -                                       | 1 - Miodrag Lekić |
| Đảng Bosnia (BS)                    | - | 2 - Ervin Ibrahimović - Nedžad Drešević | - |
| Sáng kiến Công dân Croatia (HGI)    | - | 1 - Adrijan Vuksanović                  | - |
| Đảng Tự do (LP)                     | 1 - Andrija Popović | -                                       | - |
| Lực lượng Dân chủ Mới (Forca)       | - | 1 - Genci Nimanbegu                     | - |
| Hành động Cải cách thống nhất (URA) | - | -                                       | 1 - Dritan Abazović |
| Tổng cộng                           | 42 | 5                                       | 34 |